# Go-Hódzsó család

A Go-Hódzsó család címere

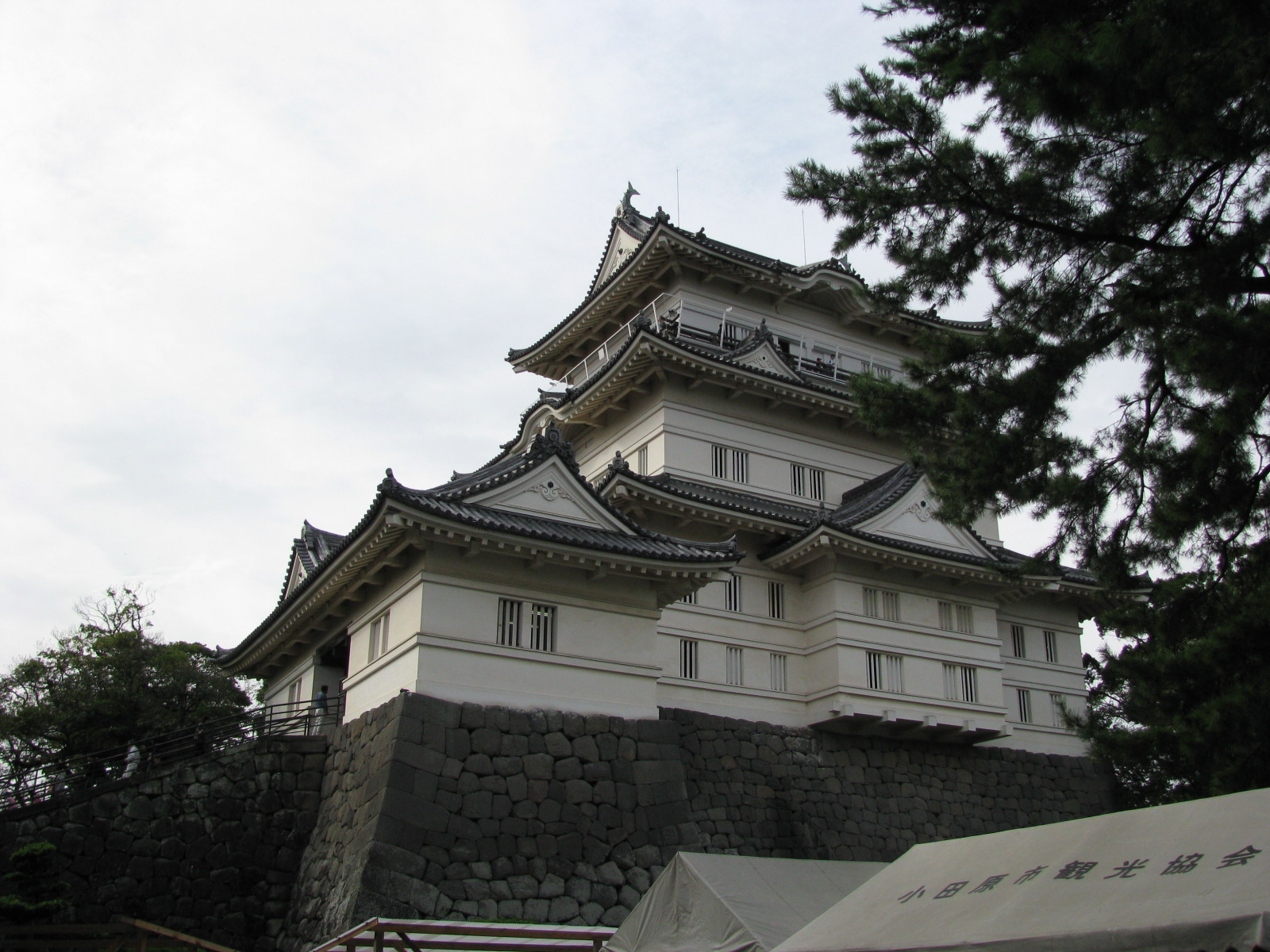
Odavara vára, ahonnan a Hódzsó-ház igazgatta területeit

Go-Hódzsó család (Go-Hódzsó-si 後北条氏, Hódzsó-si 北条氏), japán daimjó-család a 15-16. században, névválasztásukban szándékosan utaltak a Kamakura-korban nagy hatalmú Hódzsó családra, bár nem álltak velük rokoni kapcsolatban. Ők magukat egyszerűen Hódzsóknak nevezték, a Go előtagot az utókor tette hozzá a család nevéhez, megkülönböztetve őket az eredeti Hódzsóktól. A ház az első volt az újak közül a hadakozó fejedelemségek korában és megfontolt terjeszkedési politikájuknak köszönhetően nagy jelentőségre tettek szert, ami egészen 1590-ig tartott, amikor Tojotomi Hidejosi elfoglalta központjukat, Odavarát.

## Története
A ház története az Ónin-háború után kezdődött, amikor a konfliktus elől elmenekült Isze Sinkuró (a későbbi Hódzsó Szóun), rokonai, az Imagavák támogatását bírva meghódította Izu tartományt, ezzel sokak szerint elindítva a szengoku-dzsidai (hadakozó fejedelemségek kora) néven ismert történelmi időszakot. Isze 1495-ben megszerezte Odavara várát, amit fővárosává tett. Ettől kezdve fokozatosan növelte az ellenőrzése alatt álló területet Kantó irányában, végül 8 tartományra kiterjedő, hatalmas területet egyesítve.
Szóun a legenda szerint szövetséget kötött hat másik szamurájjal, hogy addig segítik egymást, míg egyikük sikerrel nem jár. Közülük egy visszavonult, egy pedig szerzetesnek állt, de a másik négy és leszármazottaik később a Hódzsókat szolgálták. Remek viszonya volt a szomszédos Imagava sugóval is, akinek gyakorlatilag helyetteseként járt el, és az ellenfeleiknek számító Ueszugik ellen viselt többször hadat. 1512-ben legyőzte a Miurákat és elfoglalta Kamakurát, az első bakufu székhelyét. Ezután vette fel a Hódzsó nevet és az elkövetkező húsz évben meghódította Szagami tartományt.
Szóun fia, Hódzsó Udzsicuna 1524-ben elfoglalta Edót és támadásokat indított Muszasi tartomány megszerzéséért, majd az Ueszugik ellen is. Ezek legitimálása céljából vette fel a Hódzsó nevet és kezdte használni azok régi jelvényét is. A Hódzsók ténylegesen csak 1537-ben váltak teljesen függetlenné, amikor Imagava Josimoto erődítési munkálatokat kezdett a két család által uralt terület határán, ezzel azok őrzésére késztetve a Hódzsókat. A Hódzsók hatékony és újszerű adminisztrációs és erődítési technikáiknak köszönhetően egyre nagyobb terület felett szerezték meg az irányítást Kelet-Japánban. Uralmuk prosperitást és stabilitást hozott a terület lakói számára.
A Hódzsó az utolsó jelentős daimjófamília volt Japánban, amely ellenállt Tojotomi Hidejosi hatalmi törekvéseinek, ennek eredményeként Hidejosi 1590-ben megtámadta és legyőzte őket. A Hódzsók utolsó vezetői közül Hódzsó Udzsimasza és Hódzsó Udzsiteru szeppukut követett el, az utolsó daimjó, Hódzsó Udzsinao pedig száműzetésbe kényszerült. Bukásukat nagymértékben az okozta, hogy nem ismerték fel a 16. századra beállt változásokat, amik addigi taktikájukat elavulttá tették, és hadseregük híján volt a modern tűzfegyvereknek is.
A család ezt követően is fennmaradt, ugyanis Udzsimasza és Udzsiteru fiatalabb testvére, Hódzsó Udzsinori korábban az Imagava család túszaként személyesen ismerte az akkoriban szintén túsz Tokugava Iejaszut. Mikor Udzsinori közbenjárásával a Hódzsók feladták Odavarát az ostromlóknak, tízezer koku bevételű birtokot kapott Kavacsi tartományban, amit leszármazottai a hanrendszer eltörléséig vezettek.

## Adminisztráció
A Hódzsó-ház, alapítójának elveit hűen követve, mindvégig az óvatos terjeszkedés híve maradt, elsősorban a megszerzett területek feletti ellenőrzés tökéletesítésére és birtokai védelmére törekedett. A Kantóban és környékén birtokos nemzetségeket behódoltatva, illetve legyőzve végül 8 tartomány felett uralkodtak, 2 400 000 koku jövedelemmel rendelkeztek. A tartományokat hatékonyan szervezték újjá, az adókat nem csak a terület nagysága, de annak adottságai szerint vetették ki. Területeiken számos várat építettek, megnehezítve a külső ellenség dolgát és a szamurájföldeket szétszórták, hogy elejét vegyék a lázadásoknak. A kiterjedt várrendszer egyúttal a kommunikációt is javította, és este jelzőtüzekkel, nappal harangokkal vagy dobokkal továbbították az üzeneteket.
A Hódzsó hadsereg a területvédelemre létesített várrendszerre támaszkodott, és állapotfelméréseknek köszönhetően mind nagyobb lakosságot tudtak mozgósítani, így mozgósítható seregük az 50 000 főt is meghaladta az 1580-as évekre. Ezen felmérések során a földterületeket pénzben mért hozamuk szerint kötelezték katonák kiállítására, a mozgósítási jegyzékek tanúsága szerint ötödrészt lovas katonákból, és a lándzsások domináltak. Ez kevéssé mozgékonnyá tette a csapataikat, ami megmagyarázza, miért csak fokozatosan terjesztették ki uralmukat a gyors offenzívák helyett.

## A Go-Hódzsó daimjók
| Név               | Kép | Élt       |
| ----------------- | --- | --------- |
| Hódzsó Szóun      |     | 1432–1519 |
| Hódzsó Udzsicuna  |     | 1487–1541 |
| Hódzsó Udzsijaszu |     | 1538–1590 |
| Hódzsó Udzsimasza |     | 1515–1571 |
| Hódzsó Udzsinao   |     | 1562–1591 |